# Llista de topònims de Cornellà del Terri
Llista de topònims (noms propis de lloc) del municipi de Cornellà del Terri, al Pla de l'Estany
Informació actualitzada per un bot. Els canvis manuals es perdran quan s'actualitzi!

## cabana
| imatge | Nom                 | Ubicat a           | instància de | Detalls                     | coordenades                                          | Protecció                                  | Commons (més fotos) | Dades a WD                    |
| ------ | ------------------- | ------------------ | ------------ | --------------------------- | ---------------------------------------------------- | ------------------------------------------ | ------------------- | ----------------------------- |
|        | Paller              | Cornellà del Terri | cabana       | Estil: arquitectura popular | 42° 05′ 24″ N, 2° 48′ 59″ E / 42.089956°N,2.816266°E | bé integrant del patrimoni cultural català |                     | Modifica les dades a Wikidata |
|        | Paller del Mas Sala | Cornellà del Terri | cabana       | Estil: arquitectura popular | 42° 04′ 49″ N, 2° 50′ 27″ E / 42.080175°N,2.84071°E  | bé integrant del patrimoni cultural català |                     | Modifica les dades a Wikidata |

## casa
| imatge | Nom                                        | Ubicat a           | instància de | Detalls                                  | coordenades                                                                                                | Protecció                                  | Commons (més fotos)                        | Dades a WD                    |
| ------ | ------------------------------------------ | ------------------ | ------------ | ---------------------------------------- | --- | ------------------------------------------ | ------------------------------------------ | ----------------------------- |
|        | Antiga Rectoria de Santa Llogaia del Terri | Cornellà del Terri | casa         | Estil: arquitectura popular 18th century | 42° 05′ 01″ N, 2° 50′ 21″ E / 42.083587°N,2.839226°E ca:Pl. de l'Església, Santa Llogaia del Terri 83 msnm | bé integrant del patrimoni cultural català | Antiga Rectoria de Santa Llogaia del Terri | Modifica les dades a Wikidata |
|        | Ca la Flora                                | Cornellà del Terri | casa         | Estil: arquitectura popular 19th century | 42° 05′ 25″ N, 2° 48′ 56″ E / 42.090162°N,2.815649°E ca:C. Església, 3 97 msnm                             | bé integrant del patrimoni cultural català | Ca la Flora (Cornellà del Terri)           | Modifica les dades a Wikidata |
|        | Cal Metge                                  | Cornellà del Terri | casa         | Estil: arquitectura popular              | 42° 05′ 24″ N, 2° 49′ 01″ E / 42.089971°N,2.816841°E                                                       | bé integrant del patrimoni cultural català |                                            | Modifica les dades a Wikidata |
|        | Casa entre mitgeres al carrer Sant Pere, 3 | Cornellà del Terri | casa         | Estil: arquitectura popular              | 42° 05′ 25″ N, 2° 48′ 58″ E / 42.090334°N,2.816132°E                                                       | bé integrant del patrimoni cultural català |                                            | Modifica les dades a Wikidata |
|        | Casal del nucli                            | Cornellà del Terri | casa         | Estil: arquitectura popular              | 42° 05′ 26″ N, 2° 48′ 58″ E / 42.090438°N,2.81609°E                                                        | bé integrant del patrimoni cultural català |                                            | Modifica les dades a Wikidata |
|        | Mas Geli                                   | Cornellà del Terri | casa         | Estil: arquitectura popular              | 42° 04′ 49″ N, 2° 50′ 10″ E / 42.080155°N,2.83608°E                                                        | bé cultural d'interès local                |                                            | Modifica les dades a Wikidata |
|        | casa al carrer Església, 2                 | Cornellà del Terri | casa         | Estil: arquitectura popular              | 42° 05′ 25″ N, 2° 48′ 57″ E / 42.090253°N,2.81583°E                                                        | bé integrant del patrimoni cultural català |                                            | Modifica les dades a Wikidata |
|        | casa al carrer del Carme, 5                | Cornellà del Terri | casa         | Estil: arquitectura popular              | 42° 05′ 27″ N, 2° 48′ 55″ E / 42.090774°N,2.815411°E                                                       | bé integrant del patrimoni cultural català |                                            | Modifica les dades a Wikidata |

## creu de terme
| imatge | Nom                                    | Ubicat a           | instància de  | Detalls                                  | coordenades                                                                                                 | Protecció                                  | Commons (més fotos)                    | Dades a WD                    |
| ------ | -------------------------------------- | ------------------ | ------------- | ---------------------------------------- | --- | ------------------------------------------ | -------------------------------------- | ----------------------------- |
|        | Oratori de Pujals (Cornellà del Terri) | Cornellà del Terri | creu de terme | Estil: arquitectura popular              | 42° 06′ 23″ N, 2° 49′ 08″ E / 42.106331°N,2.818877°E ca:Pujals dels Cavallers 142 msnm                      | bé integrant del patrimoni cultural català | Oratori de Pujals (Cornellà del Terri) | Modifica les dades a Wikidata |
|        | creu de terme de Corts                 | Cornellà del Terri | creu de terme | Estil: arquitectura popular              | 42° 05′ 42″ N, 2° 47′ 22″ E / 42.095004°N,2.789521°E                                                        | bé integrant del patrimoni cultural català |                                        | Modifica les dades a Wikidata |
|        | creu de terme de Pujals dels Cavallers | Cornellà del Terri | creu de terme | Estil: arquitectura popular              | 42° 06′ 20″ N, 2° 49′ 08″ E / 42.105613°N,2.81889°E ca:Pujals dels Cavallers 140 msnm                       | bé integrant del patrimoni cultural català | Creu de terme de Pujals dels Cavallers | Modifica les dades a Wikidata |
|        | creu de terme de Pujals dels Pagesos   | Cornellà del Terri | creu de terme | Estil: arquitectura popular              | 42° 06′ 28″ N, 2° 50′ 00″ E / 42.107855°N,2.833196°E                                                        | bé integrant del patrimoni cultural català | Creu de terme de Pujals dels Pagesos   | Modifica les dades a Wikidata |
|        | creu de terme de Sords                 | Cornellà del Terri | creu de terme | Estil: arquitectura popular 18th century | 42° 05′ 16″ N, 2° 49′ 25″ E / 42.087845°N,2.823501°E ca:Entre el Pont de Sords i Can Repunxó, Sords 91 msnm | bé integrant del patrimoni cultural català | Creu de terme de Sords                 | Modifica les dades a Wikidata |

## curs d'aigua
| imatge | Nom      | Ubicat a                                                  | instància de | Detalls          | coordenades | Protecció | Commons (més fotos) | Dades a WD                    |
| ------ | -------- | --------------------------------------------------------- | ------------ | ---------------- | --- | --------- | ------------------- | ----------------------------- |
|        | Revardit | Cornellà del Terri                                        | curs d'aigua | Desemboca: Terri | 42° 05′ 16″ N, 2° 49′ 42″ E / 42.08767750758065°N,2.82823920249939°E                                              |           |                     | Modifica les dades a Wikidata |
|        | Terri    | Banyoles Porqueres Cornellà del Terri Sant Julià de Ramis | curs d'aigua | Desemboca: Ter   | 42° 06′ 50″ N, 2° 46′ 48″ E / 42.113864°N,2.780137°E 42° 02′ 28″ N, 2° 51′ 46″ E / 42.041192°N,2.862761°E 62 msnm |           | Terri River         | Modifica les dades a Wikidata |

## edifici
| imatge | Nom                      | Ubicat a           | instància de  | Detalls                     | coordenades                                                         | Protecció                                  | Commons (més fotos)      | Dades a WD                    |
| ------ | ------------------------ | ------------------ | ------------- | --------------------------- | ------------------------------------------------------------------- | ------------------------------------------ | ------------------------ | ----------------------------- |
|        | Antiga Rectoria de Corts | Cornellà del Terri | edifici       | Estil: arquitectura popular | 42° 05′ 41″ N, 2° 47′ 19″ E / 42.09465°N,2.7885°E                   | bé integrant del patrimoni cultural català |                          | Modifica les dades a Wikidata |
|        | Antiga Rectoria de Sords | Cornellà del Terri | edifici       | Estil: arquitectura popular | 42° 05′ 19″ N, 2° 49′ 30″ E / 42.088727°N,2.824879°E 88 msnm        | bé integrant del patrimoni cultural català | Antiga Rectoria de Sords | Modifica les dades a Wikidata |
|        | Can Calbera              | Cornellà del Terri | edifici masia |                             | 42° 05′ 19″ N, 2° 50′ 30″ E / 42.0885407362631°N,2.84169808400702°E |                                            |                          | Modifica les dades a Wikidata |
|        | Can Casica               | Cornellà del Terri | edifici masia |                             | 42° 06′ 48″ N, 2° 49′ 38″ E / 42.1133418111578°N,2.82724189491615°E |                                            |                          | Modifica les dades a Wikidata |
|        | la Fàbrica               | Cornellà del Terri | edifici       | Estil: arquitectura popular | 42° 06′ 07″ N, 2° 47′ 42″ E / 42.101953°N,2.794904°E                | bé integrant del patrimoni cultural català |                          | Modifica les dades a Wikidata |

## entitat singular de població
| imatge | Nom                     | Ubicat a           | instància de                                                                   | Detalls  | coordenades                                                   | Protecció | Commons (més fotos)           | Dades a WD                    |
| ------ | ----------------------- | ------------------ | ------------------------------------------------------------------------------ | -------- | ------------------------------------------------------------- | --------- | ----------------------------- | ----------------------------- |
|        | Borgonyà                | Cornellà del Terri | entitat singular de població ens local històric de Catalunya                   | 486 hab  | 42° 06′ 06″ N, 2° 48′ 05″ E / 42.101675°N,2.801386°E 124 msnm |           | Borgonyà (Cornellà del Terri) | Modifica les dades a Wikidata |
|        | Cornellà del Terri      | Cornellà del Terri | entitat singular de població ens local històric de Catalunya capital municipal | 1159 hab | 42° 05′ 24″ N, 2° 48′ 57″ E / 42.09011°N,2.81576°E 96 msnm    |           |                               | Modifica les dades a Wikidata |
|        | Corts                   | Cornellà del Terri | entitat singular de població ens local històric de Catalunya                   | 128 hab  | 42° 05′ 42″ N, 2° 47′ 20″ E / 42.094895°N,2.788931°E 136 msnm |           | Corts (Cornellà del Terri)    | Modifica les dades a Wikidata |
|        | Pont-xetmar             | Cornellà del Terri | entitat singular de població localitat                                         | 14 hab   | 42° 05′ 45″ N, 2° 48′ 11″ E / 42.095906°N,2.80308°E 109 msnm  |           | Pont-xetmar                   | Modifica les dades a Wikidata |
|        | Pujals dels Cavallers   | Cornellà del Terri | entitat singular de població ens local històric de Catalunya                   | 67 hab   | 42° 06′ 20″ N, 2° 49′ 08″ E / 42.105624°N,2.818898°E 142 msnm |           | Pujals dels Cavallers         | Modifica les dades a Wikidata |
|        | Pujals dels Pagesos     | Cornellà del Terri | entitat singular de població ens local històric de Catalunya                   | 98 hab   | 42° 06′ 27″ N, 2° 50′ 02″ E / 42.10738°N,2.833789°E 147 msnm  |           | Pujals dels Pagesos           | Modifica les dades a Wikidata |
|        | Ravós del Terri         | Cornellà del Terri | entitat singular de població ens local històric de Catalunya                   | 128 hab  | 42° 04′ 16″ N, 2° 50′ 17″ E / 42.07114°N,2.838143°E 103 msnm  |           | Ravós del Terri               | Modifica les dades a Wikidata |
|        | Sant Andreu del Terri   | Cornellà del Terri | entitat singular de població ens local històric de Catalunya                   | 10 hab   | 42° 03′ 53″ N, 2° 50′ 45″ E / 42.0647°N,2.84579°E 70 msnm     |           | Sant Andreu del Terri         | Modifica les dades a Wikidata |
|        | Santa Llogaia del Terri | Cornellà del Terri | entitat singular de població ens local històric de Catalunya                   | 120 hab  | 42° 05′ 00″ N, 2° 50′ 23″ E / 42.083412°N,2.839859°E 82 msnm  |           | Santa Llogaia del Terri       | Modifica les dades a Wikidata |
|        | Sords                   | Cornellà del Terri | entitat singular de població ens local històric de Catalunya                   | 184 hab  | 42° 05′ 19″ N, 2° 49′ 29″ E / 42.088694°N,2.824688°E 90 msnm  |           | Sords (Cornellà del Terri)    | Modifica les dades a Wikidata |

## església
| imatge | Nom                                    | Ubicat a                 | instància de     | Detalls                                                                     | coordenades                                                                               | Protecció                                  | Commons (més fotos)                    | Dades a WD                    |
| ------ | -------------------------------------- | ------------------------ | ---------------- | --------------------------------------------------------------------------- | ----------------------------------------------------------------------------------------- | ------------------------------------------ | -------------------------------------- | ----------------------------- |
|        | Església de Sant Jaume                 | Cornellà del Terri       | església         | Estil: arquitectura popular                                                 | 42° 05′ 36″ N, 2° 48′ 08″ E / 42.093468°N,2.802175°E                                      | bé integrant del patrimoni cultural català | Sant Jaume de Pont-xetmar              | Modifica les dades a Wikidata |
|        | Sant Antoni de Cornellà                | Cornellà del Terri       | església         | Estil: arquitectura romànica                                                | 42° 05′ 24″ N, 2° 49′ 04″ E / 42.089918°N,2.817657°E 94 msnm                              | bé cultural d'interès local                | Sant Antoni de Cornellà                | Modifica les dades a Wikidata |
|        | Sant Cugat de Ravós del Terri          | Cornellà del Terri       | església         | Estil: arquitectura romànica arquitectura del Renaixement                   | 42° 04′ 16″ N, 2° 50′ 18″ E / 42.071017°N,2.838198°E 100 msnm                             |                                            | Sant Cugat de Ravós del Terri          | Modifica les dades a Wikidata |
|        | Sant Esteve de Sords                   | Cornellà del Terri       | església         | Estil: arquitectura romànica                                                | 42° 05′ 19″ N, 2° 49′ 29″ E / 42.088686°N,2.824589°E 90 msnm                              | bé cultural d'interès local                | Sant Esteve de Sords                   | Modifica les dades a Wikidata |
|        | Sant Galdric                           | Cornellà del Terri       | església capella |                                                                             | 42° 04′ 48″ N, 2° 50′ 10″ E / 42.0800128680993°N,2.83621838751327°E                       |                                            |                                        | Modifica les dades a Wikidata |
|        | Sant Joan Baptista de Borgonyà         | Cornellà del Terri       | església         | Estil: arquitectura romànica arquitectura barroca                           | 42° 06′ 06″ N, 2° 48′ 07″ E / 42.101616°N,2.801895°E 121 msnm                             | bé cultural d'interès local                | Sant Joan Baptista de Borgonyà         | Modifica les dades a Wikidata |
|        | Sant Julià i Santa Basilissa de Corts  | Cornellà del Terri Corts | església         | Estil: art romànic a Catalunya 12nd century Anomenat per: Julià i Basilissa | 42° 05′ 41″ N, 2° 47′ 20″ E / 42.0948°N,2.78894°E                                         | bé cultural d'interès local                | Sant Julià de Corts                    | Modifica les dades a Wikidata |
|        | Sant Miquel de Cornellà de Terri       | Cornellà del Terri       | església         | Estil: arquitectura popular 19th century                                    | 42° 04′ 48″ N, 2° 50′ 10″ E / 42.079944°N,2.836038°E ca:Mas Geli, Santa Llogaia del Terri | bé integrant del patrimoni cultural català | Sant Miquel de Cornellà del Terri      | Modifica les dades a Wikidata |
|        | Sant Pere de Cornellà                  | Cornellà del Terri       | església         | Estil: barroc                                                               | 42° 05′ 24″ N, 2° 48′ 57″ E / 42.089987°N,2.815746°E                                      | bé cultural d'interès local                | Sant Pere de Cornellà del Terri        | Modifica les dades a Wikidata |
|        | Santa Eulàlia de Pujals dels Cavallers | Cornellà del Terri       | església         | Estil: arquitectura romànica                                                | 42° 06′ 21″ N, 2° 49′ 08″ E / 42.105803°N,2.818954°E 68 msnm                              | bé cultural d'interès local                | Santa Eulàlia de Pujals dels Cavallers | Modifica les dades a Wikidata |
|        | Santa Maria de Pujals dels Pagesos     | Cornellà del Terri       | església         | Estil: arquitectura romànica                                                | 42° 06′ 26″ N, 2° 50′ 02″ E / 42.107212°N,2.833827°E 149 msnm                             | bé cultural d'interès local                | Santa Maria de Pujals dels Pagesos     | Modifica les dades a Wikidata |
|        | església de Sant Andreu del Terri      | Cornellà del Terri       | església         | Estil: arquitectura romànica                                                | 42° 03′ 53″ N, 2° 50′ 45″ E / 42.064696°N,2.845795°E 68 msnm                              | bé cultural d'interès local                | Església de Sant Andreu del Terri      | Modifica les dades a Wikidata |
|        | església de Santa Llogaia del Terri    | Cornellà del Terri       | església         | Estil: arquitectura del Renaixement arquitectura barroca                    | 42° 05′ 01″ N, 2° 50′ 20″ E / 42.083627°N,2.838948°E                                      | bé cultural d'interès local                | Església de Santa Llogaia del Terri    | Modifica les dades a Wikidata |

## granja
| imatge | Nom                       | Ubicat a           | instància de | Detalls | coordenades                                                         | Protecció | Commons (més fotos) | Dades a WD                    |
| ------ | ------------------------- | ------------------ | ------------ | ------- | ------------------------------------------------------------------- | --------- | ------------------- | ----------------------------- |
|        | Granges d'en Pardal       | Cornellà del Terri | granja       |         | 42° 05′ 33″ N, 2° 49′ 20″ E / 42.0924751584919°N,2.82226815838294°E |           |                     | Modifica les dades a Wikidata |
|        | Granges d'en Quelot       | Cornellà del Terri | granja       |         | 42° 05′ 06″ N, 2° 50′ 39″ E / 42.0849233688303°N,2.8440768755406°E  |           |                     | Modifica les dades a Wikidata |
|        | Granges d'en Quiquet      | Cornellà del Terri | granja       |         | 42° 05′ 37″ N, 2° 49′ 10″ E / 42.0934976888349°N,2.81956869021606°E |           |                     | Modifica les dades a Wikidata |
|        | Granges de Can Viladavall | Cornellà del Terri | granja       |         | 42° 06′ 10″ N, 2° 49′ 49″ E / 42.1027185425897°N,2.83018543583682°E |           |                     | Modifica les dades a Wikidata |
|        | Granja Feliu              | Cornellà del Terri | granja       |         | 42° 05′ 22″ N, 2° 49′ 38″ E / 42.0894565877696°N,2.82725835277855°E |           |                     | Modifica les dades a Wikidata |
|        | Granja Gratacòs           | Cornellà del Terri | granja       |         | 42° 05′ 49″ N, 2° 49′ 14″ E / 42.0969038796297°N,2.82067159895546°E |           |                     | Modifica les dades a Wikidata |
|        | Granja Juscafresa         | Cornellà del Terri | granja       |         | 42° 06′ 59″ N, 2° 50′ 03″ E / 42.1163603130658°N,2.83424983112838°E |           |                     | Modifica les dades a Wikidata |
|        | Granja Masó               | Cornellà del Terri | granja       |         | 42° 05′ 52″ N, 2° 49′ 18″ E / 42.0976528680468°N,2.82160066720458°E |           |                     | Modifica les dades a Wikidata |
|        | Granja d'en Figa          | Cornellà del Terri | granja       |         | 42° 05′ 20″ N, 2° 49′ 16″ E / 42.0889427199811°N,2.82105677056406°E |           |                     | Modifica les dades a Wikidata |
|        | Granja d'en Portell       | Cornellà del Terri | granja       |         | 42° 05′ 05″ N, 2° 48′ 46″ E / 42.0846333939017°N,2.81277462382248°E |           |                     | Modifica les dades a Wikidata |

## jaciment arqueològic
| imatge | Nom                                | Ubicat a                 | instància de         | Detalls | coordenades                                                            | Protecció                                  | Commons (més fotos) | Dades a WD                    |
| ------ | ---------------------------------- | ------------------------ | -------------------- | ------- | ---------------------------------------------------------------------- | ------------------------------------------ | ------------------- | ----------------------------- |
|        | Jaciment arqueòlogic de Mas Sureda | Cornellà del Terri       | jaciment arqueològic |         | 42° 04′ 23″ N, 2° 50′ 15″ E / 42.0731666667°N,2.83744444444°E 114 msnm |                                            |                     | Modifica les dades a Wikidata |
|        | Sant Dalmau                        | Camós Cornellà del Terri | jaciment arqueològic |         | 42° 05′ 53″ N, 2° 46′ 55″ E / 42.0979722222°N,2.78183333333°E 135 msnm | bé integrant del patrimoni cultural català |                     | Modifica les dades a Wikidata |
|        | jaciment arqueològic de Sords      | Cornellà del Terri       | jaciment arqueològic |         | 42° 05′ 23″ N, 2° 49′ 40″ E / 42.089757°N,2.827835°E                   | bé integrant del patrimoni cultural català |                     | Modifica les dades a Wikidata |

## masia
| imatge | Nom                               | Ubicat a           | instància de     | Detalls                                                                                   | coordenades                                                                                                 | Protecció                                            | Commons (més fotos)               | Dades a WD                    |
| ------ | --------------------------------- | ------------------ | ---------------- | ----------------------------------------------------------------------------------------- | --- | ---------------------------------------------------- | --------------------------------- | ----------------------------- |
|        | Ca l'Auger                        | Cornellà del Terri | masia            |                                                                                           | 42° 04′ 12″ N, 2° 49′ 04″ E / 42.0699336822767°N,2.81772553922836°E                                         |                                                      |                                   | Modifica les dades a Wikidata |
|        | Ca l'Esteve                       | Cornellà del Terri | masia            | Estil: arquitectura popular                                                               | 42° 06′ 42″ N, 2° 49′ 12″ E / 42.111695°N,2.819881°E                                                        | bé integrant del patrimoni cultural català           |                                   | Modifica les dades a Wikidata |
|        | Ca l'Estròlic                     | Cornellà del Terri | masia            |                                                                                           | 42° 04′ 18″ N, 2° 49′ 18″ E / 42.071704999366°N,2.82156455069865°E                                          |                                                      |                                   | Modifica les dades a Wikidata |
|        | Ca l'Oceller                      | Cornellà del Terri | masia            |                                                                                           | 42° 06′ 21″ N, 2° 49′ 08″ E / 42.1059344556566°N,2.81879564684838°E                                         |                                                      |                                   | Modifica les dades a Wikidata |
|        | Ca l'Onofre                       | Cornellà del Terri | masia            |                                                                                           | 42° 05′ 30″ N, 2° 49′ 42″ E / 42.0916557667655°N,2.82831648951733°E                                         |                                                      |                                   | Modifica les dades a Wikidata |
|        | Ca l'Ànima                        | Cornellà del Terri | masia            |                                                                                           | 42° 04′ 57″ N, 2° 49′ 20″ E / 42.0823966189907°N,2.82211493335615°E                                         |                                                      |                                   | Modifica les dades a Wikidata |
|        | Ca n'Illa de Santa Llogaia        | Cornellà del Terri | masia            |                                                                                           | 42° 04′ 51″ N, 2° 50′ 11″ E / 42.0807336471124°N,2.83639788418614°E                                         |                                                      |                                   | Modifica les dades a Wikidata |
|        | Ca n'Ordis                        | Cornellà del Terri | masia            | Estil: arquitectura popular                                                               | 42° 06′ 42″ N, 2° 49′ 11″ E / 42.111528°N,2.819791°E                                                        | bé integrant del patrimoni cultural català           |                                   | Modifica les dades a Wikidata |
|        | Cal Borricó                       | Cornellà del Terri | masia            |                                                                                           | 42° 05′ 14″ N, 2° 49′ 18″ E / 42.0871964217328°N,2.82167833149896°E                                         |                                                      |                                   | Modifica les dades a Wikidata |
|        | Cal Correu                        | Cornellà del Terri | masia            |                                                                                           | 42° 04′ 23″ N, 2° 50′ 30″ E / 42.0731213143969°N,2.84153089962262°E                                         |                                                      |                                   | Modifica les dades a Wikidata |
|        | Cal Ferrer Nou                    | Cornellà del Terri | masia            |                                                                                           | 42° 06′ 40″ N, 2° 49′ 00″ E / 42.1111548158975°N,2.81665191953627°E                                         |                                                      |                                   | Modifica les dades a Wikidata |
|        | Cal Ferrer Vell                   | Cornellà del Terri | masia            |                                                                                           | 42° 06′ 40″ N, 2° 49′ 01″ E / 42.1110291891125°N,2.81694258001558°E                                         |                                                      |                                   | Modifica les dades a Wikidata |
|        | Cal Fuster                        | Cornellà del Terri | masia            |                                                                                           | 42° 06′ 23″ N, 2° 49′ 06″ E / 42.1062849424462°N,2.81831085410787°E                                         |                                                      |                                   | Modifica les dades a Wikidata |
|        | Cal Governador                    | Cornellà del Terri | masia            |                                                                                           | 42° 04′ 11″ N, 2° 51′ 09″ E / 42.0697763408505°N,2.8523820974534°E                                          |                                                      |                                   | Modifica les dades a Wikidata |
|        | Cal Maret                         | Cornellà del Terri | masia            |                                                                                           | 42° 04′ 29″ N, 2° 50′ 18″ E / 42.0746840992017°N,2.83840808458735°E                                         |                                                      |                                   | Modifica les dades a Wikidata |
|        | Cal Masover                       | Cornellà del Terri | masia            |                                                                                           | 42° 07′ 04″ N, 2° 49′ 58″ E / 42.1179161104272°N,2.83264896250633°E                                         |                                                      |                                   | Modifica les dades a Wikidata |
|        | Cal Patxeco                       | Cornellà del Terri | masia            |                                                                                           | 42° 06′ 20″ N, 2° 49′ 06″ E / 42.1055555344196°N,2.81838550513982°E                                         |                                                      |                                   | Modifica les dades a Wikidata |
|        | Cal Ros                           | Cornellà del Terri | masia            |                                                                                           | 42° 06′ 52″ N, 2° 50′ 31″ E / 42.1143176305098°N,2.84190007515203°E                                         |                                                      |                                   | Modifica les dades a Wikidata |
|        | Cal Vicari                        | Cornellà del Terri | masia            |                                                                                           | 42° 04′ 01″ N, 2° 49′ 17″ E / 42.0669761277456°N,2.82128769602098°E                                         |                                                      |                                   | Modifica les dades a Wikidata |
|        | Can Balcells                      | Cornellà del Terri | masia            |                                                                                           | 42° 04′ 46″ N, 2° 51′ 25″ E / 42.079518147198°N,2.85690527992814°E                                          |                                                      |                                   | Modifica les dades a Wikidata |
|        | Can Batic                         | Cornellà del Terri | masia            | Estil: arquitectura popular                                                               | 42° 05′ 00″ N, 2° 50′ 20″ E / 42.083469°N,2.838955°E                                                        | bé integrant del patrimoni cultural català           |                                   | Modifica les dades a Wikidata |
|        | Can Batlle                        | Cornellà del Terri | masia            |                                                                                           | 42° 04′ 58″ N, 2° 47′ 29″ E / 42.082813334533°N,2.79145249774467°E                                          |                                                      |                                   | Modifica les dades a Wikidata |
|        | Can Benet                         | Cornellà del Terri | masia            |                                                                                           | 42° 05′ 16″ N, 2° 51′ 03″ E / 42.0877064022638°N,2.85086539289217°E                                         |                                                      |                                   | Modifica les dades a Wikidata |
|        | Can Biel                          | Cornellà del Terri | masia            |                                                                                           | 42° 04′ 39″ N, 2° 51′ 24″ E / 42.0774192668405°N,2.85661984992936°E                                         |                                                      |                                   | Modifica les dades a Wikidata |
|        | Can Boia                          | Cornellà del Terri | masia            |                                                                                           | 42° 06′ 52″ N, 2° 48′ 47″ E / 42.1144813441134°N,2.81301340466739°E                                         |                                                      |                                   | Modifica les dades a Wikidata |
|        | Can Boira del Pla                 | Cornellà del Terri | masia            |                                                                                           | 42° 04′ 26″ N, 2° 50′ 36″ E / 42.0737992102082°N,2.84328207456546°E                                         |                                                      |                                   | Modifica les dades a Wikidata |
|        | Can Bosc                          | Cornellà del Terri | masia            |                                                                                           | 42° 05′ 16″ N, 2° 47′ 21″ E / 42.0878620567233°N,2.78929579099096°E                                         |                                                      |                                   | Modifica les dades a Wikidata |
|        | Can Bruguera                      | Cornellà del Terri | masia            |                                                                                           | 42° 06′ 19″ N, 2° 48′ 31″ E / 42.1052875114909°N,2.80863796084447°E                                         |                                                      |                                   | Modifica les dades a Wikidata |
|        | Can Cabreta                       | Cornellà del Terri | masia            |                                                                                           | 42° 06′ 27″ N, 2° 48′ 28″ E / 42.1076005918947°N,2.80768758540593°E                                         |                                                      |                                   | Modifica les dades a Wikidata |
|        | Can Calbera                       | Cornellà del Terri | masia            |                                                                                           | 42° 05′ 01″ N, 2° 50′ 22″ E / 42.0835390230717°N,2.83947376670033°E                                         |                                                      |                                   | Modifica les dades a Wikidata |
|        | Can Campassols                    | Cornellà del Terri | masia            |                                                                                           | 42° 05′ 25″ N, 2° 49′ 35″ E / 42.0903737524433°N,2.82626433315572°E                                         |                                                      |                                   | Modifica les dades a Wikidata |
|        | Can Canya                         | Cornellà del Terri | masia            |                                                                                           | 42° 04′ 10″ N, 2° 49′ 36″ E / 42.0693439941634°N,2.82659970930078°E                                         |                                                      |                                   | Modifica les dades a Wikidata |
|        | Can Capell                        | Cornellà del Terri | masia            |                                                                                           | 42° 05′ 55″ N, 2° 46′ 54″ E / 42.0986468338206°N,2.78178636359253°E                                         |                                                      |                                   | Modifica les dades a Wikidata |
|        | Can Carxofa                       | Cornellà del Terri | masia            |                                                                                           | 42° 05′ 52″ N, 2° 46′ 57″ E / 42.0976933902575°N,2.78244266678792°E                                         |                                                      |                                   | Modifica les dades a Wikidata |
|        | Can Casalics                      | Cornellà del Terri | masia            |                                                                                           | 42° 06′ 19″ N, 2° 48′ 27″ E / 42.1051506754767°N,2.80759823243406°E                                         |                                                      |                                   | Modifica les dades a Wikidata |
|        | Can Casanoves                     | Cornellà del Terri | masia            |                                                                                           | 42° 05′ 04″ N, 2° 50′ 30″ E / 42.0843618216225°N,2.84178101689394°E                                         |                                                      |                                   | Modifica les dades a Wikidata |
|        | Can Casica                        | Cornellà del Terri | masia            |                                                                                           | 42° 05′ 40″ N, 2° 50′ 28″ E / 42.0945381385487°N,2.84101807579881°E                                         |                                                      |                                   | Modifica les dades a Wikidata |
|        | Can Casica Vell                   | Cornellà del Terri | masia            |                                                                                           | 42° 05′ 38″ N, 2° 50′ 27″ E / 42.0940245175005°N,2.84083797044963°E                                         |                                                      |                                   | Modifica les dades a Wikidata |
|        | Can Castanyer                     | Cornellà del Terri | masia            |                                                                                           | 42° 05′ 29″ N, 2° 48′ 46″ E / 42.0912622625872°N,2.81281559106801°E                                         |                                                      |                                   | Modifica les dades a Wikidata |
|        | Can Ciset                         | Cornellà del Terri | masia            |                                                                                           | 42° 04′ 30″ N, 2° 50′ 54″ E / 42.0750669597358°N,2.84836839902947°E                                         |                                                      |                                   | Modifica les dades a Wikidata |
|        | Can Comes                         | Cornellà del Terri | masia            |                                                                                           | 42° 05′ 12″ N, 2° 49′ 14″ E / 42.0867352813962°N,2.82051887228253°E                                         |                                                      |                                   | Modifica les dades a Wikidata |
|        | Can Conill                        | Cornellà del Terri | masia            | Estil: arquitectura popular                                                               | 42° 05′ 13″ N, 2° 50′ 15″ E / 42.086863°N,2.83755°E                                                         | bé integrant del patrimoni cultural català           |                                   | Modifica les dades a Wikidata |
|        | Can Costes                        | Cornellà del Terri | masia            |                                                                                           | 42° 05′ 46″ N, 2° 49′ 45″ E / 42.0961153274457°N,2.82921143214443°E                                         |                                                      |                                   | Modifica les dades a Wikidata |
|        | Can Creixença                     | Cornellà del Terri | masia            |                                                                                           | 42° 04′ 43″ N, 2° 51′ 11″ E / 42.0785676361943°N,2.85308710052191°E                                         |                                                      |                                   | Modifica les dades a Wikidata |
|        | Can Cuní                          | Cornellà del Terri | masia            |                                                                                           | 42° 05′ 20″ N, 2° 50′ 08″ E / 42.088757261113°N,2.835555044574°E                                            |                                                      |                                   | Modifica les dades a Wikidata |
|        | Can Dalamau                       | Cornellà del Terri | masia            |                                                                                           | 42° 04′ 12″ N, 2° 50′ 06″ E / 42.0699779685943°N,2.83509582853365°E                                         |                                                      |                                   | Modifica les dades a Wikidata |
|        | Can Dalmau                        | Cornellà del Terri | masia            |                                                                                           | 42° 05′ 57″ N, 2° 49′ 03″ E / 42.099126807193°N,2.8174710550633°E                                           |                                                      |                                   | Modifica les dades a Wikidata |
|        | Can Deri                          | Cornellà del Terri | masia            | Estil: arquitectura popular                                                               | 42° 07′ 03″ N, 2° 49′ 58″ E / 42.117595°N,2.832881°E                                                        | bé integrant del patrimoni cultural català           |                                   | Modifica les dades a Wikidata |
|        | Can Fabrica                       | Cornellà del Terri | masia            |                                                                                           | 42° 05′ 02″ N, 2° 50′ 43″ E / 42.0838261793639°N,2.84526444096416°E                                         |                                                      |                                   | Modifica les dades a Wikidata |
|        | Can Fava                          | Cornellà del Terri | masia            |                                                                                           | 42° 05′ 33″ N, 2° 47′ 20″ E / 42.0924454803579°N,2.78880902470979°E                                         |                                                      |                                   | Modifica les dades a Wikidata |
|        | Can Ferran                        | Cornellà del Terri | masia            |                                                                                           | 42° 05′ 12″ N, 2° 49′ 44″ E / 42.0867211868605°N,2.82898271704964°E                                         |                                                      |                                   | Modifica les dades a Wikidata |
|        | Can Ferrer                        | Cornellà del Terri | masia            | Estil: arquitectura popular                                                               | 42° 03′ 59″ N, 2° 50′ 44″ E / 42.06633°N,2.845616°E                                                         | bé integrant del patrimoni cultural català           |                                   | Modifica les dades a Wikidata |
|        | Can Ferró                         | Cornellà del Terri | masia            | Estil: arquitectura popular                                                               | 42° 04′ 58″ N, 2° 49′ 19″ E / 42.082771°N,2.822006°E                                                        | bé integrant del patrimoni cultural català           |                                   | Modifica les dades a Wikidata |
|        | Can Fideueta                      | Cornellà del Terri | masia            |                                                                                           | 42° 05′ 15″ N, 2° 49′ 43″ E / 42.0875311937356°N,2.82859361978048°E                                         |                                                      |                                   | Modifica les dades a Wikidata |
|        | Can Figa                          | Cornellà del Terri | masia            |                                                                                           | 42° 06′ 01″ N, 2° 48′ 00″ E / 42.1003013514491°N,2.80009059395315°E                                         |                                                      |                                   | Modifica les dades a Wikidata |
|        | Can Frigola                       | Cornellà del Terri | masia            | Estil: arquitectura popular                                                               | 42° 06′ 37″ N, 2° 48′ 20″ E / 42.110236°N,2.805417°E                                                        | bé integrant del patrimoni cultural català           |                                   | Modifica les dades a Wikidata |
|        | Can Fuselles                      | Cornellà del Terri | masia            |                                                                                           | 42° 06′ 39″ N, 2° 50′ 01″ E / 42.110918°N,2.833618°E                                                        | bé cultural d'interès local                          |                                   | Modifica les dades a Wikidata |
|        | Can Fusté                         | Cornellà del Terri | masia            | Estil: arquitectura popular                                                               | 42° 06′ 09″ N, 2° 47′ 47″ E / 42.10255°N,2.796365°E                                                         | bé integrant del patrimoni cultural català           |                                   | Modifica les dades a Wikidata |
|        | Can Galí                          | Cornellà del Terri | masia            |                                                                                           | 42° 04′ 37″ N, 2° 50′ 46″ E / 42.0770813776752°N,2.84607872202378°E                                         |                                                      |                                   | Modifica les dades a Wikidata |
|        | Can Gambis                        | Cornellà del Terri | masia            |                                                                                           | 42° 04′ 21″ N, 2° 50′ 43″ E / 42.0726309549892°N,2.84519492779851°E                                         |                                                      |                                   | Modifica les dades a Wikidata |
|        | Can Garriga                       | Cornellà del Terri | masia            |                                                                                           | 42° 04′ 36″ N, 2° 49′ 32″ E / 42.0767728086462°N,2.8255519005148°E                                          |                                                      |                                   | Modifica les dades a Wikidata |
|        | Can Garrigoles                    | Cornellà del Terri | masia            |                                                                                           | 42° 05′ 46″ N, 2° 50′ 19″ E / 42.0960839624095°N,2.83865609381831°E                                         |                                                      |                                   | Modifica les dades a Wikidata |
|        | Can Geli                          | Cornellà del Terri | masia            | Estil: arquitectura popular                                                               | 42° 06′ 43″ N, 2° 49′ 11″ E / 42.111919°N,2.819657°E                                                        | bé integrant del patrimoni cultural català           |                                   | Modifica les dades a Wikidata |
|        | Can Gironès                       | Cornellà del Terri | masia            | Estil: gòtic tardà arquitectura popular 16th century                                      | 42° 04′ 49″ N, 2° 50′ 06″ E / 42.080393°N,2.835136°E ca:Veïnat de Can Geli, Santa Llogaia del Terri 85 msnm | bé integrant del patrimoni cultural català           | Can Gironès (Cornellà del Terri)  | Modifica les dades a Wikidata |
|        | Can Grau                          | Cornellà del Terri | masia            |                                                                                           | 42° 05′ 00″ N, 2° 50′ 13″ E / 42.0832470808146°N,2.83682668501083°E                                         |                                                      |                                   | Modifica les dades a Wikidata |
|        | Can Guilana                       | Cornellà del Terri | masia            |                                                                                           | 42° 05′ 37″ N, 2° 49′ 41″ E / 42.0935289158154°N,2.82817842107804°E                                         |                                                      |                                   | Modifica les dades a Wikidata |
|        | Can Guilana                       | Cornellà del Terri | masia            |                                                                                           | 42° 06′ 21″ N, 2° 49′ 59″ E / 42.1057219189377°N,2.83305597401005°E                                         |                                                      |                                   | Modifica les dades a Wikidata |
|        | Can Gustí                         | Cornellà del Terri | masia            |                                                                                           | 42° 04′ 24″ N, 2° 51′ 01″ E / 42.0732589833671°N,2.85014972607259°E                                         |                                                      |                                   | Modifica les dades a Wikidata |
|        | Can Janic                         | Cornellà del Terri | masia            |                                                                                           | 42° 04′ 09″ N, 2° 50′ 08″ E / 42.0691679368521°N,2.83548473525597°E                                         |                                                      |                                   | Modifica les dades a Wikidata |
|        | Can Jepenet                       | Cornellà del Terri | masia            |                                                                                           | 42° 05′ 11″ N, 2° 49′ 45″ E / 42.0864784076904°N,2.82924937338791°E                                         |                                                      |                                   | Modifica les dades a Wikidata |
|        | Can Joan                          | Cornellà del Terri | masia            |                                                                                           | 42° 04′ 00″ N, 2° 49′ 32″ E / 42.0667394797688°N,2.82553102225026°E                                         |                                                      |                                   | Modifica les dades a Wikidata |
|        | Can Juscafresa                    | Cornellà del Terri | masia            |                                                                                           | 42° 07′ 04″ N, 2° 50′ 01″ E / 42.1178454135723°N,2.83358062255298°E                                         |                                                      |                                   | Modifica les dades a Wikidata |
|        | Can Lari                          | Cornellà del Terri | masia            |                                                                                           | 42° 06′ 36″ N, 2° 48′ 47″ E / 42.110104153765°N,2.81298998292493°E                                          |                                                      |                                   | Modifica les dades a Wikidata |
|        | Can Liu                           | Cornellà del Terri | masia            |                                                                                           | 42° 06′ 18″ N, 2° 50′ 22″ E / 42.1051276661399°N,2.83949188557539°E                                         |                                                      |                                   | Modifica les dades a Wikidata |
|        | Can Lledó                         | Cornellà del Terri | masia            |                                                                                           | 42° 04′ 35″ N, 2° 50′ 10″ E / 42.0764281572468°N,2.83614298047854°E                                         |                                                      |                                   | Modifica les dades a Wikidata |
|        | Can Llero                         | Cornellà del Terri | masia            |                                                                                           | 42° 06′ 32″ N, 2° 49′ 06″ E / 42.108788908694°N,2.81841256207209°E                                          |                                                      |                                   | Modifica les dades a Wikidata |
|        | Can Lleuger                       | Cornellà del Terri | masia            |                                                                                           | 42° 06′ 32″ N, 2° 49′ 54″ E / 42.1089711657445°N,2.83162019412892°E                                         |                                                      |                                   | Modifica les dades a Wikidata |
|        | Can Maret dels Ocells             | Cornellà del Terri | masia            |                                                                                           | 42° 05′ 52″ N, 2° 49′ 55″ E / 42.0977497115704°N,2.83206105267624°E                                         |                                                      |                                   | Modifica les dades a Wikidata |
|        | Can Martinet                      | Cornellà del Terri | masia            |                                                                                           | 42° 05′ 24″ N, 2° 49′ 39″ E / 42.0899971406547°N,2.82736571212915°E                                         |                                                      |                                   | Modifica les dades a Wikidata |
|        | Can Martorell                     | Cornellà del Terri | masia            |                                                                                           | 42° 03′ 36″ N, 2° 49′ 56″ E / 42.0599854546401°N,2.83217268211288°E                                         |                                                      |                                   | Modifica les dades a Wikidata |
|        | Can Mas Reixac                    | Cornellà del Terri | masia            |                                                                                           | 42° 06′ 52″ N, 2° 50′ 17″ E / 42.114468508795°N,2.8379907637308°E                                           |                                                      |                                   | Modifica les dades a Wikidata |
|        | Can Mas Sala                      | Cornellà del Terri | masia            |                                                                                           | 42° 04′ 49″ N, 2° 50′ 28″ E / 42.0803171501827°N,2.84124701803823°E                                         |                                                      |                                   | Modifica les dades a Wikidata |
|        | Can Masonet                       | Cornellà del Terri | masia            |                                                                                           | 42° 06′ 46″ N, 2° 49′ 48″ E / 42.1126973043922°N,2.82989268800996°E                                         |                                                      |                                   | Modifica les dades a Wikidata |
|        | Can Mateu i Can Fuselles          | Cornellà del Terri | masia            | Estil: arquitectura popular                                                               | 42° 06′ 13″ N, 2° 47′ 38″ E / 42.103644°N,2.793889°E                                                        | bé integrant del patrimoni cultural català           |                                   | Modifica les dades a Wikidata |
|        | Can Menargues                     | Cornellà del Terri | masia            |                                                                                           | 42° 05′ 22″ N, 2° 49′ 26″ E / 42.0895233263659°N,2.82376367554151°E                                         |                                                      |                                   | Modifica les dades a Wikidata |
|        | Can Misses                        | Cornellà del Terri | masia            |                                                                                           | 42° 06′ 30″ N, 2° 48′ 51″ E / 42.1082508489869°N,2.8142412398775°E                                          |                                                      |                                   | Modifica les dades a Wikidata |
|        | Can Molí Vell                     | Cornellà del Terri | masia            |                                                                                           | 42° 06′ 02″ N, 2° 47′ 54″ E / 42.1005773344764°N,2.79825147247643°E                                         |                                                      |                                   | Modifica les dades a Wikidata |
|        | Can Nadal                         | Cornellà del Terri | masia            | Estil: arquitectura popular                                                               | 42° 05′ 06″ N, 2° 48′ 59″ E / 42.085106°N,2.816365°E                                                        | bé cultural d'interès local                          |                                   | Modifica les dades a Wikidata |
|        | Can Nores                         | Cornellà del Terri | masia            |                                                                                           | 42° 05′ 22″ N, 2° 49′ 49″ E / 42.0893710512006°N,2.83029358988588°E                                         |                                                      |                                   | Modifica les dades a Wikidata |
|        | Can Pagès                         | Cornellà del Terri | masia            |                                                                                           | 42° 05′ 05″ N, 2° 48′ 59″ E / 42.0848554291924°N,2.81641330033466°E                                         |                                                      |                                   | Modifica les dades a Wikidata |
|        | Can Pallardot                     | Cornellà del Terri | masia            |                                                                                           | 42° 04′ 40″ N, 2° 51′ 23″ E / 42.07771636104°N,2.85652246562597°E                                           |                                                      |                                   | Modifica les dades a Wikidata |
|        | Can Pallot                        | Cornellà del Terri | masia            |                                                                                           | 42° 05′ 05″ N, 2° 47′ 45″ E / 42.084679910072°N,2.7957493081454°E                                           |                                                      |                                   | Modifica les dades a Wikidata |
|        | Can Panduru                       | Cornellà del Terri | masia            |                                                                                           | 42° 05′ 16″ N, 2° 49′ 20″ E / 42.0878908590012°N,2.82228095527127°E                                         |                                                      |                                   | Modifica les dades a Wikidata |
|        | Can Pardal                        | Cornellà del Terri | masia            |                                                                                           | 42° 05′ 38″ N, 2° 49′ 29″ E / 42.0939469345998°N,2.82468255380809°E                                         |                                                      |                                   | Modifica les dades a Wikidata |
|        | Can Peirot                        | Cornellà del Terri | masia            |                                                                                           | 42° 06′ 30″ N, 2° 49′ 05″ E / 42.1084551335789°N,2.81807484684387°E                                         |                                                      |                                   | Modifica les dades a Wikidata |
|        | Can Pessebre                      | Cornellà del Terri | masia            |                                                                                           | 42° 05′ 08″ N, 2° 47′ 27″ E / 42.0854781730638°N,2.79085131587654°E                                         |                                                      |                                   | Modifica les dades a Wikidata |
|        | Can Pinjolan                      | Cornellà del Terri | masia            | Estil: arquitectura popular                                                               | 42° 05′ 39″ N, 2° 48′ 05″ E / 42.094218°N,2.801277°E                                                        | bé integrant del patrimoni cultural català           |                                   | Modifica les dades a Wikidata |
|        | Can Planes                        | Cornellà del Terri | masia            |                                                                                           | 42° 05′ 39″ N, 2° 50′ 56″ E / 42.0941706612761°N,2.84901217978252°E                                         |                                                      |                                   | Modifica les dades a Wikidata |
|        | Can Poc                           | Cornellà del Terri | masia            |                                                                                           | 42° 06′ 42″ N, 2° 49′ 07″ E / 42.1116804760219°N,2.81871880216244°E                                         |                                                      |                                   | Modifica les dades a Wikidata |
|        | Can Prades                        | Cornellà del Terri | masia            | Estil: arquitectura gòtica arquitectura popular 16th century                              | 42° 06′ 19″ N, 2° 49′ 09″ E / 42.10515°N,2.819083°E ca:Pujals dels Cavallers 138 msnm                       | bé integrant del patrimoni cultural català           | Can Prades (Cornellà del Terri)   | Modifica les dades a Wikidata |
|        | Can Pradoi                        | Cornellà del Terri | masia            |                                                                                           | 42° 05′ 43″ N, 2° 46′ 58″ E / 42.095172156744°N,2.78275360259081°E                                          |                                                      |                                   | Modifica les dades a Wikidata |
|        | Can Quelot                        | Cornellà del Terri | masia            |                                                                                           | 42° 05′ 18″ N, 2° 47′ 58″ E / 42.08828886465°N,2.7993651305574°E                                            |                                                      |                                   | Modifica les dades a Wikidata |
|        | Can Quer                          | Cornellà del Terri | masia            |                                                                                           | 42° 04′ 55″ N, 2° 51′ 10″ E / 42.0820797883569°N,2.85277674206427°E                                         |                                                      |                                   | Modifica les dades a Wikidata |
|        | Can Quim                          | Cornellà del Terri | masia            |                                                                                           | 42° 06′ 33″ N, 2° 49′ 06″ E / 42.109040782912°N,2.81821831697715°E                                          |                                                      |                                   | Modifica les dades a Wikidata |
|        | Can Quim de la Canoca             | Cornellà del Terri | masia            |                                                                                           | 42° 06′ 37″ N, 2° 49′ 01″ E / 42.1101555251111°N,2.81692090256494°E                                         |                                                      |                                   | Modifica les dades a Wikidata |
|        | Can Quimet                        | Cornellà del Terri | masia            |                                                                                           | 42° 06′ 26″ N, 2° 48′ 55″ E / 42.1070998775208°N,2.81539362703431°E                                         |                                                      |                                   | Modifica les dades a Wikidata |
|        | Can Ramonot                       | Cornellà del Terri | masia            |                                                                                           | 42° 05′ 26″ N, 2° 49′ 49″ E / 42.0906678779258°N,2.8302175817696°E                                          |                                                      |                                   | Modifica les dades a Wikidata |
|        | Can Reig                          | Cornellà del Terri | masia            |                                                                                           | 42° 07′ 06″ N, 2° 49′ 59″ E / 42.118235°N,2.833181°E                                                        | bé integrant del patrimoni cultural català           |                                   | Modifica les dades a Wikidata |
|        | Can Renard                        | Cornellà del Terri | masia            | Estil: arquitectura popular                                                               | 42° 05′ 38″ N, 2° 48′ 06″ E / 42.093818°N,2.80166°E                                                         | bé integrant del patrimoni cultural català           |                                   | Modifica les dades a Wikidata |
|        | Can Reparada                      | Cornellà del Terri | masia            |                                                                                           | 42° 05′ 46″ N, 2° 47′ 30″ E / 42.0962241835962°N,2.7915294954525°E                                          |                                                      |                                   | Modifica les dades a Wikidata |
|        | Can Retllança                     | Cornellà del Terri | masia            |                                                                                           | 42° 04′ 57″ N, 2° 50′ 50″ E / 42.0825588381246°N,2.84718988769384°E                                         |                                                      |                                   | Modifica les dades a Wikidata |
|        | Can Ribes                         | Cornellà del Terri | masia            |                                                                                           | 42° 04′ 08″ N, 2° 51′ 30″ E / 42.068955°N,2.85847°E                                                         |                                                      |                                   | Modifica les dades a Wikidata |
|        | Can Riera                         | Cornellà del Terri | masia            | Estil: arquitectura popular                                                               | 42° 06′ 18″ N, 2° 49′ 59″ E / 42.10511°N,2.833021°E                                                         | bé integrant del patrimoni cultural català           |                                   | Modifica les dades a Wikidata |
|        | Can Romà                          | Cornellà del Terri | masia            |                                                                                           | 42° 06′ 16″ N, 2° 50′ 31″ E / 42.1045545100892°N,2.84183967181712°E                                         |                                                      |                                   | Modifica les dades a Wikidata |
|        | Can Roure                         | Cornellà del Terri | masia            |                                                                                           | 42° 06′ 04″ N, 2° 50′ 35″ E / 42.1010257659102°N,2.8431545792126°E                                          |                                                      |                                   | Modifica les dades a Wikidata |
|        | Can Rovira                        | Cornellà del Terri | masia            | Estil: arquitectura popular                                                               | 42° 06′ 15″ N, 2° 47′ 34″ E / 42.104223°N,2.792738°E                                                        | bé cultural d'interès local                          |                                   | Modifica les dades a Wikidata |
|        | Can Rural                         | Cornellà del Terri | masia            |                                                                                           | 42° 04′ 55″ N, 2° 51′ 26″ E / 42.081851090044°N,2.85710557209826°E                                          |                                                      |                                   | Modifica les dades a Wikidata |
|        | Can Salvi                         | Cornellà del Terri | masia            |                                                                                           | 42° 07′ 00″ N, 2° 49′ 59″ E / 42.1167459069276°N,2.83308752814036°E                                         |                                                      |                                   | Modifica les dades a Wikidata |
|        | Can Sastric                       | Cornellà del Terri | masia            |                                                                                           | 42° 06′ 26″ N, 2° 50′ 18″ E / 42.107323545401°N,2.83827683995164°E                                          |                                                      |                                   | Modifica les dades a Wikidata |
|        | Can Setcases                      | Cornellà del Terri | masia            |                                                                                           | 42° 04′ 48″ N, 2° 51′ 27″ E / 42.0800772131122°N,2.85743597905368°E                                         |                                                      |                                   | Modifica les dades a Wikidata |
|        | Can Simó                          | Cornellà del Terri | masia            |                                                                                           | 42° 05′ 46″ N, 2° 48′ 05″ E / 42.0961876258125°N,2.80138536618966°E                                         |                                                      |                                   | Modifica les dades a Wikidata |
|        | Can Solà                          | Cornellà del Terri | masia            | Estil: arquitectura popular                                                               | 42° 03′ 53″ N, 2° 50′ 46″ E / 42.064746°N,2.846133°E                                                        | bé integrant del patrimoni cultural català           |                                   | Modifica les dades a Wikidata |
|        | Can Sorrilla                      | Cornellà del Terri | masia            | Estil: arquitectura popular                                                               | 42° 05′ 28″ N, 2° 48′ 57″ E / 42.091027°N,2.815695°E                                                        | bé integrant del patrimoni cultural català           |                                   | Modifica les dades a Wikidata |
|        | Can Sunyer                        | Cornellà del Terri | masia            |                                                                                           | 42° 04′ 00″ N, 2° 48′ 57″ E / 42.0667694050276°N,2.81586104984873°E                                         |                                                      |                                   | Modifica les dades a Wikidata |
|        | Can Sureda                        | Cornellà del Terri | masia            |                                                                                           | 42° 04′ 18″ N, 2° 50′ 06″ E / 42.07178827886°N,2.8350911428028°E                                            |                                                      |                                   | Modifica les dades a Wikidata |
|        | Can Surina                        | Cornellà del Terri | masia            |                                                                                           | 42° 06′ 12″ N, 2° 47′ 36″ E / 42.1033787397326°N,2.79340486658726°E                                         |                                                      |                                   | Modifica les dades a Wikidata |
|        | Can Tuià                          | Cornellà del Terri | masia            |                                                                                           | 42° 03′ 52″ N, 2° 50′ 25″ E / 42.0644193698949°N,2.8403680229971°E                                          |                                                      |                                   | Modifica les dades a Wikidata |
|        | Can Vador                         | Cornellà del Terri | masia            |                                                                                           | 42° 04′ 01″ N, 2° 49′ 04″ E / 42.0670156676277°N,2.81779432371622°E                                         |                                                      |                                   | Modifica les dades a Wikidata |
|        | Can Viert                         | Cornellà del Terri | masia            |                                                                                           | 42° 05′ 10″ N, 2° 49′ 40″ E / 42.0862418531309°N,2.82765398789379°E                                         |                                                      |                                   | Modifica les dades a Wikidata |
|        | Can Vila                          | Cornellà del Terri | masia            |                                                                                           | 42° 05′ 47″ N, 2° 47′ 34″ E / 42.0963976932608°N,2.79284706262569°E                                         |                                                      |                                   | Modifica les dades a Wikidata |
|        | Can Viladomat                     | Cornellà del Terri | masia            |                                                                                           | 42° 06′ 14″ N, 2° 49′ 58″ E / 42.1038392685857°N,2.83285530816578°E                                         |                                                      |                                   | Modifica les dades a Wikidata |
|        | Can Xicot                         | Cornellà del Terri | masia            |                                                                                           | 42° 04′ 17″ N, 2° 49′ 28″ E / 42.071277271666°N,2.82453945040347°E                                          |                                                      |                                   | Modifica les dades a Wikidata |
|        | Can Xuclà                         | Cornellà del Terri | masia            |                                                                                           | 42° 05′ 39″ N, 2° 48′ 12″ E / 42.0940834869558°N,2.80335092378724°E                                         |                                                      |                                   | Modifica les dades a Wikidata |
|        | Mas Batllori                      | Cornellà del Terri | masia            |                                                                                           | 42° 06′ 16″ N, 2° 49′ 33″ E / 42.104543788073°N,2.8259216123932°E                                           |                                                      |                                   | Modifica les dades a Wikidata |
|        | Mas Gifre                         | Cornellà del Terri | masia            |                                                                                           | 42° 05′ 34″ N, 2° 48′ 27″ E / 42.0926855305751°N,2.80751498688978°E                                         |                                                      |                                   | Modifica les dades a Wikidata |
|        | Mas Noguera                       | Cornellà del Terri | masia            | Estil: arquitectura popular                                                               | 42° 05′ 56″ N, 2° 48′ 26″ E / 42.099015°N,2.807219°E                                                        | bé integrant del patrimoni cultural català           |                                   | Modifica les dades a Wikidata |
|        | Mas Pere Gali                     | Cornellà del Terri | masia            | Estil: arquitectura gòtica arquitectura del Renaixement arquitectura popular 16th century | 42° 04′ 49″ N, 2° 50′ 09″ E / 42.080146°N,2.835765°E ca:Veïnat de Can Geli, Santa Llogaia del Terri 87 msnm | bé integrant del patrimoni cultural català           | Mas Pere Gali                     | Modifica les dades a Wikidata |
|        | Mas Portell                       | Cornellà del Terri | masia            | Estil: arquitectura popular                                                               | 42° 04′ 14″ N, 2° 50′ 21″ E / 42.070604°N,2.839126°E                                                        | bé integrant del patrimoni cultural català           |                                   | Modifica les dades a Wikidata |
|        | Mas Puig                          | Cornellà del Terri | masia            |                                                                                           | 42° 05′ 01″ N, 2° 49′ 43″ E / 42.0835771809076°N,2.82849544776206°E                                         |                                                      |                                   | Modifica les dades a Wikidata |
|        | Mas Pujol                         | Cornellà del Terri | masia            |                                                                                           | 42° 05′ 05″ N, 2° 50′ 30″ E / 42.0848298927545°N,2.84158640125273°E                                         |                                                      |                                   | Modifica les dades a Wikidata |
|        | Mas Vedruna                       | Cornellà del Terri | masia            |                                                                                           | 42° 03′ 31″ N, 2° 50′ 04″ E / 42.05862359861°N,2.8345070784568°E                                            |                                                      |                                   | Modifica les dades a Wikidata |
|        | Mas Vernoi                        | Cornellà del Terri | masia            |                                                                                           | 42° 04′ 36″ N, 2° 50′ 28″ E / 42.0767864144798°N,2.84112283604266°E                                         |                                                      |                                   | Modifica les dades a Wikidata |
|        | Mas Viladevall                    | Cornellà del Terri | masia            | Estil: arquitectura popular                                                               | 42° 06′ 06″ N, 2° 49′ 55″ E / 42.101729°N,2.832027°E                                                        | bé integrant del patrimoni cultural català           |                                   | Modifica les dades a Wikidata |
|        | Masia de Can Coromines            | Cornellà del Terri | masia            |                                                                                           | | bé cultural d'interès local                          |                                   | Modifica les dades a Wikidata |
|        | la Casanova                       | Cornellà del Terri | masia            |                                                                                           | 42° 04′ 13″ N, 2° 50′ 40″ E / 42.070369320972°N,2.84446305224913°E                                          |                                                      |                                   | Modifica les dades a Wikidata |
|        | la Caseta Blava                   | Cornellà del Terri | masia            |                                                                                           | 42° 05′ 58″ N, 2° 47′ 35″ E / 42.0994603241837°N,2.79307896623155°E                                         |                                                      |                                   | Modifica les dades a Wikidata |
|        | la Torre de Pujals dels Cavallers | Cornellà del Terri | masia casa forta | Estil: arquitectura gòtica 15th century                                                   | 42° 06′ 20″ N, 2° 49′ 08″ E / 42.105556°N,2.818889°E ca:Pujals dels Cavallers 134 msnm                      | bé d'interès cultural bé cultural d'interès nacional | La Torre de Pujals dels Cavallers | Modifica les dades a Wikidata |

## molí d'aigua
| imatge | Nom              | Ubicat a           | instància de | Detalls | coordenades                                                         | Protecció | Commons (més fotos) | Dades a WD                    |
| ------ | ---------------- | ------------------ | ------------ | ------- | ------------------------------------------------------------------- | --------- | ------------------- | ----------------------------- |
|        | Molí d'en Margat | Cornellà del Terri | molí d'aigua |         | 42° 04′ 00″ N, 2° 50′ 52″ E / 42.066762256393°N,2.84786840628662°E  |           |                     | Modifica les dades a Wikidata |
|        | Molí de Ravós    | Cornellà del Terri | molí d'aigua |         | 42° 04′ 15″ N, 2° 50′ 44″ E / 42.0706949762625°N,2.84551392275287°E |           |                     | Modifica les dades a Wikidata |

## nucli de població
| imatge | Nom            | Ubicat a                                   | instància de      | Detalls | coordenades                                                         | Protecció | Commons (més fotos) | Dades a WD                    |
| ------ | -------------- | ------------------------------------------ | ----------------- | ------- | ------------------------------------------------------------------- | --------- | ------------------- | ----------------------------- |
|        | Ca l'Ànima     | Cornellà del Terri                         | nucli de població |         | 42° 05′ 05″ N, 2° 49′ 03″ E / 42.084716580978°N,2.8175123665524°E   |           |                     | Modifica les dades a Wikidata |
|        | Cal Fuster     | Cornellà del Terri                         | nucli de població |         | 42° 05′ 21″ N, 2° 50′ 21″ E / 42.089252329423°N,2.8392640957697°E   |           |                     | Modifica les dades a Wikidata |
|        | Can Campassols | Cornellà del Terri                         | nucli de població |         | 42° 05′ 28″ N, 2° 49′ 29″ E / 42.091032368385°N,2.8247493763338°E   |           |                     | Modifica les dades a Wikidata |
|        | Can Ferran     | Cornellà del Terri                         | nucli de població |         | 42° 05′ 08″ N, 2° 49′ 34″ E / 42.085630367913°N,2.8259733273456°E   |           |                     | Modifica les dades a Wikidata |
|        | Can Figa       | Cornellà del Terri                         | nucli de població |         | 42° 05′ 57″ N, 2° 47′ 58″ E / 42.099096519504°N,2.7993310646792°E   |           |                     | Modifica les dades a Wikidata |
|        | Can Mac        | Cornellà del Terri                         | nucli de població |         | 42° 05′ 51″ N, 2° 47′ 44″ E / 42.0973840394926°N,2.7954317916519°E  |           |                     | Modifica les dades a Wikidata |
|        | Can Quim       | Cornellà del Terri                         | nucli de població |         | 42° 06′ 29″ N, 2° 49′ 07″ E / 42.108135097978°N,2.8186547248717°E   |           |                     | Modifica les dades a Wikidata |
|        | Can Ribes      | Cornellà del Terri                         | nucli de població |         | 42° 06′ 46″ N, 2° 49′ 11″ E / 42.11264018482°N,2.8198514791056°E    |           |                     | Modifica les dades a Wikidata |
|        | Ermedàs        | Cornellà del Terri                         | nucli de població |         | 42° 05′ 08″ N, 2° 48′ 24″ E / 42.08559940106°N,2.8066280972997°E    |           |                     | Modifica les dades a Wikidata |
|        | Palol de Farga | Cornellà del Terri                         | nucli de població |         | 42° 07′ 05″ N, 2° 49′ 57″ E / 42.1181229055158°N,2.83240647604574°E |           |                     | Modifica les dades a Wikidata |
|        | Prades         | Cornellà del Terri Santa Llogaia del Terri | nucli de població |         | 42° 04′ 42″ N, 2° 50′ 08″ E / 42.078439495977°N,2.8356645469847°E   |           |                     | Modifica les dades a Wikidata |
|        | Querol         | Cornellà del Terri Santa Llogaia del Terri | nucli de població |         | 42° 04′ 49″ N, 2° 50′ 27″ E / 42.080175°N,2.84071°E                 |           |                     | Modifica les dades a Wikidata |
|        | Sant Esteve    | Cornellà del Terri                         | nucli de població |         | 42° 05′ 11″ N, 2° 49′ 03″ E / 42.086517861238°N,2.8175072042678°E   |           |                     | Modifica les dades a Wikidata |
|        | Veïnat de Dalt | Cornellà del Terri                         | nucli de població |         | 42° 06′ 38″ N, 2° 49′ 01″ E / 42.1106597124524°N,2.81681059043007°E |           |                     | Modifica les dades a Wikidata |
|        | la Bruguera    | Cornellà del Terri                         | nucli de població |         | 42° 04′ 03″ N, 2° 49′ 16″ E / 42.067610097389°N,2.8211875906866°E   |           |                     | Modifica les dades a Wikidata |

## pont
| imatge | Nom                          | Ubicat a           | instància de | Detalls                     | coordenades                                                         | Protecció                   | Commons (més fotos)          | Dades a WD                    |
| ------ | ---------------------------- | ------------------ | ------------ | --------------------------- | ------------------------------------------------------------------- | --------------------------- | ---------------------------- | ----------------------------- |
|        | Pont Nou                     | Cornellà del Terri | pont         |                             | 42° 04′ 01″ N, 2° 50′ 47″ E / 42.066940277135°N,2.84628453223046°E  |                             |                              | Modifica les dades a Wikidata |
|        | Pont de Sant Andreu de Terri | Cornellà del Terri | pont         | Estil: arquitectura gòtica  | 42° 03′ 59″ N, 2° 50′ 46″ E / 42.06652°N,2.84614°E                  | bé cultural d'interès local | Pont de Sant Andreu de Terri | Modifica les dades a Wikidata |
|        | Pont de Sords                | Cornellà del Terri | pont         |                             | 42° 05′ 16″ N, 2° 49′ 26″ E / 42.0878661701916°N,2.82379244510196°E |                             |                              | Modifica les dades a Wikidata |
|        | Pont del Revardit            | Cornellà del Terri | pont         | Travessa: Revardit          | 42° 04′ 50″ N, 2° 49′ 06″ E / 42.0805892580659°N,2.81825118607298°E |                             |                              | Modifica les dades a Wikidata |
|        | Pont dels Quatre Camins      | Cornellà del Terri | pont         |                             | 42° 04′ 43″ N, 2° 49′ 54″ E / 42.078664126459°N,2.83154317238621°E  |                             |                              | Modifica les dades a Wikidata |
|        | Pont medieval de Sords       | Cornellà del Terri | pont         | Estil: arquitectura popular | 42° 05′ 17″ N, 2° 49′ 26″ E / 42.08805°N,2.82379°E                  | bé cultural d'interès local | Pont medieval de Sords       | Modifica les dades a Wikidata |

## serra
| imatge | Nom        | Ubicat a                               | instància de | Detalls | coordenades                                                         | Protecció | Commons (més fotos) | Dades a WD                    |
| ------ | ---------- | -------------------------------------- | ------------ | ------- | ------------------------------------------------------------------- | --------- | ------------------- | ----------------------------- |
|        | Montaspre  | Cornellà del Terri Palol de Revardit   | serra        |         | 42° 02′ 22″ N, 2° 50′ 08″ E / 42.03946944°N,2.83569194°E 203.2 msnm |           |                     | Modifica les dades a Wikidata |
|        | les Serres | Cornellà del Terri Sant Julià de Ramis | serra        |         | 42° 04′ 26″ N, 2° 51′ 23″ E / 42.07401667°N,2.85640833°E 145.6 msnm |           |                     | Modifica les dades a Wikidata |

## Misc
| imatge | Nom                                              | Ubicat a                    | instància de                         | Detalls                                  | coordenades                                                                 | Protecció                                            | Commons (més fotos)                   | Dades a WD                    |
| ------ | ------------------------------------------------ | --------------------------- | ------------------------------------ | ---------------------------------------- | --------------------------------------------------------------------------- | ---------------------------------------------------- | ------------------------------------- | ----------------------------- |
|        | Castell de Ravós                                 | Cornellà del Terri          | castell                              | Estil: arquitectura romànica             | 42° 04′ 15″ N, 2° 50′ 18″ E / 42.070833°N,2.838333°E 101 msnm               | bé d'interès cultural bé cultural d'interès nacional | Castell de Ravós                      | Modifica les dades a Wikidata |
|        | Monument als donants de sang a Cornellà de Terri | Cornellà del Terri          | monument                             | 2000-09-16 Anomenat per: donant de sang  | 42° 05′ 19″ N, 2° 48′ 54″ E / 42.088633333333334°N,2.81495°E                |                                                      |                                       | Modifica les dades a Wikidata |
|        | Polígon industrial de Pont-xetmar                | Cornellà del Terri          | polígon industrial                   |                                          | 42° 05′ 44″ N, 2° 47′ 51″ E / 42.0955683586312°N,2.79748131476361°E         |                                                      |                                       | Modifica les dades a Wikidata |
|        | Porxo                                            | Cornellà del Terri          | passatge                             | Estil: arquitectura popular              | 42° 05′ 42″ N, 2° 47′ 19″ E / 42.095137°N,2.788505°E                        | bé integrant del patrimoni cultural català           |                                       | Modifica les dades a Wikidata |
|        | Pou de glaç de Palol Farga                       | Cornellà del Terri          | pou de neu                           | Estil: arquitectura popular              | 42° 06′ 56″ N, 2° 49′ 51″ E / 42.11559°N,2.830959°E                         | bé integrant del patrimoni cultural català           |                                       | Modifica les dades a Wikidata |
|        | Residencial Borgonyà                             | Borgonyà Cornellà del Terri | nucli d'entitat singular de població | 286 hab                                  | 42° 06′ 02″ N, 2° 48′ 00″ E / 42.10042215°N,2.800026434°E 106 msnm          |                                                      |                                       | Modifica les dades a Wikidata |
|        | Torre d'Ermedàs                                  | Cornellà del Terri          | torre de defensa                     |                                          | 42° 05′ 17″ N, 2° 48′ 24″ E / 42.0881359197821°N,2.80673070772128°E         |                                                      |                                       | Modifica les dades a Wikidata |
|        | carrer del Carme                                 | Cornellà del Terri          | carrer                               | Estil: arquitectura popular 17th century | 42° 05′ 29″ N, 2° 48′ 51″ E / 42.09143°N,2.814079°E ca:C. del Carme 98 msnm | bé integrant del patrimoni cultural català           | Carrer del Carme (Cornellà del Terri) | Modifica les dades a Wikidata |
|        | casa consistorial de Cornellà del Terri          | Cornellà del Terri          | casa consistorial                    |                                          | 42° 05′ 21″ N, 2° 48′ 56″ E / 42.0892902°N,2.8156614°E                      |                                                      |                                       | Modifica les dades a Wikidata |
|        | el Turó                                          | Cornellà del Terri          | muntanya                             |                                          | 42° 05′ 01″ N, 2° 50′ 47″ E / 42.08359639°N,2.84648611°E 111.7 msnm         |                                                      |                                       | Modifica les dades a Wikidata |
|        | la Bastida                                       | Cornellà del Terri          | casa forta                           | Estil: arquitectura popular 14th century | 42° 06′ 00″ N, 2° 48′ 24″ E / 42.100134°N,2.80668°E ca:Borgonyà 123 msnm    | bé cultural d'interès local                          | La Bastida (Cornellà del Terri)       | Modifica les dades a Wikidata |